# Identyfikacja obiektów powietrznych
Identyfikacja obiektów powietrznych – zespół czynności mających na celu ustalenie przynależności państwowej wykrytego obiektu powietrznego.
Obcy obiekt powietrzny traktowany jest jako cel powietrzny, który wyznaczonymi środkami obrony przeciwlotniczej należy zniszczyć lub zmusić do lądowania na wskazanym lotnisku. Identyfikacji obiektów powietrznych dokonuje się za pomocą specjalnej aparatury zapytująco-odzewowej (rozpoznanie radiolokacyjne), przez porównanie trasy przelotu wykrytych obiektów z planowanymi trasami przelotów własnego lotnictwa. Brak sygnałów odpowiedzi lub odebranie sygnału innego niż w ustalonym kodzie wskazuje na przynależność samolotu do innego państwa.
Ponieważ istnieje możliwość zakłócenia lub uszkodzenia aparatury zapytująco-odzewowej, konieczne jest przeprowadzenie dodatkowych czynności w zakresie identyfikacji wykrywanych przez środki systemu obrony przeciwlotniczej obiektów powietrznych.